# Elecciones a la Asamblea de Extremadura
Las elecciones a la Asamblea de Extremadura son las elecciones autonómicas en las que los ciudadanos de Extremadura eligen a los miembros de la Asamblea de Extremadura. Se celebran el cuarto domingo de mayo cada cuatro años. La Asamblea de Extremadura está formada por sesenta y cinco diputados. Las últimas elecciones a la Asamblea de Extremadura se celebraron en 2023.

## Convocatoria
Las elecciones autonómicas son convocadas por el presidente de Extremadura. Se celebran el cuarto domingo de mayo de cada cuatro años, coincidiendo con las elecciones municipales y las elecciones autonómicas de la mayoría de comunidades autónomas de España. Desde la reforma del Estatuto de autonomía de 2011, el presidente de Extremadura puede disolver de forma anticipada la Asamblea y convocar elecciones. No obstante, no puede disolver el Parlamento de forma anticipada durante el primer año de legislatura, ni durante la tramitación de una moción de censura. La nueva Asamblea no está limitada por el término natural de la legislatura original, sino que dispone de una nueva legislatura completa de cuatro años. Nunca se han adelantado las elecciones a la Asamblea de Extremadura.

## Sistema electoral

Diputados por circunscripción

El Estatuto de Autonomía de Extremadura de 2011 establece que los miembros de la Asamblea de Extremadura son elegidos mediante sufragio universal, libre, igual, directo y secreto. También establece que el Parlamento debe estar compuesto por un máximo de sesenta y cinco diputados. La Ley Electoral de Extremadura establece su composición en sesenta y cinco diputados. Los parlamentarios se eligen mediante escrutinio proporcional plurinominal con listas cerradas en cada circunscripción electoral.
Las circunscripciones electorales de la Asamblea de Extremadura se corresponden con las dos provincias extremeñas. A cada provincia le corresponde un mínimo inicial de veinte diputados. Los veinticinco diputados restantes se distribuyen entre las provincias en proporción a su población. Así, en las elecciones de 2015 el reparto fue el siguiente: 29 diputados a Cáceres y 36 a Badajoz. La asignación de escaños a las listas electorales se realiza mediante el sistema D'Hondt. La barrera electoral es del 5% de los votos válidos emitidos en la circunscripción o el 5% de los votos válidos emitidos en la comunidad.
Desde la reforma de la LOREG de 2007 en las elecciones autonómicas de todas las comunidades autónomas las candidaturas deben presentar listas electorales con una composición equilibrada de hombres y mujeres, de forma que cada sexo suponga al menos el 40% de la lista. Esta reforma fue recurrida por el Grupo Parlamentario Popular del Congreso de los Diputados ante el Tribunal Constitucional, que en 2008 concluyó que la reforma sí era constitucional.

## Lista de elecciones
| 4 | 28 | 28 | 5 |

| 4 | 34 | 7 | 20 |

| 6 | 30 | 1 | 28 |

| 3 | 30 | 32 |

| 38 | 27 |

| 3 | 36 | 26 |

| 3 | 34 | 28 |

| 6 | 31 | 1 | 27 |

| 4 | 39 | 3 | 19 |

| 2 | 34 | 4 | 8 | 17 |

| 4 | 35 | 6 | 20 |